# Catracho
Catracho es un gentilicio coloquial sinónimo de «hondureño» utilizado desde la segunda mitad del siglo XIX. 

## Origen del término

### Contexto
A mediados del siglo XIX, aventureros estadounidenses denominados filibusteros, se propusieron convertir a Nicaragua en un estado de la Unión Americana, de la misma manera que se logró con la anexión de Texas y California a Estados Unidos, pero sin la intervención de su gobierno. El fin de esto era ganar favores de los esclavistas de la parte meridional de Estados Unidos, quienes estaban a punto de ir a la guerra civil con los del norte. Uno de los propósitos de los filibusteros fue precisamente restablecer la esclavitud en la parte central del continente americano, y para ello pretendían comenzar por Nicaragua. Una vez tomada Nicaragua, estos aventureros, comandados por William Walker, continuarían su dominio por el resto de los países centroamericanos.
Los filibusteros tomaron parte del territorio de Nicaragua, controlando el país de forma desorganizada. Los demás países centroamericanos se organizaron entonces para luchar contra los invasores: Guatemala, Nicaragua, El Salvador, Honduras y Costa Rica dejaron de lado sus diferencias políticas y se unieron por el bien común de la región.

### Hombres de Xatruch
Honduras contribuyó con más de trescientos hombres comandados por el general Florencio Xatruch. Al llegar a la ciudad de Granada, en diciembre de 1856, Xatruch fue nombrado por el resto de los comandantes centroamericanos generalísimo de las fuerzas armadas compuestas por los países aliados de Centroamérica. 
Durante las sangrientas batallas libradas en este conflicto armado, los hondureños dieron muestra de valor, sometiendo, junto a sus hermanos centroamericanos, a los filibusteros y recuperando gran parte del territorio nicaragüense que había sido tomado. 
A su regreso de los campos de batalla, los hombres del general Xatruch fueron recibidos por los pobladores nicaragüenses como héroes y con frases como «Ahí vienen los catrachos», palabra mal pronunciada debido a la dificultad de pronunciar el nombre del general Xatruch. De otra forma, la pronunciación de esta palabra hubiese sido xatruchos (shatruchos).
Por tanto, la palabra catracho no es un gentilicio, sino un hipocorístico del gentilicio «hondureño».